# Bekenntniskirche (Wien)

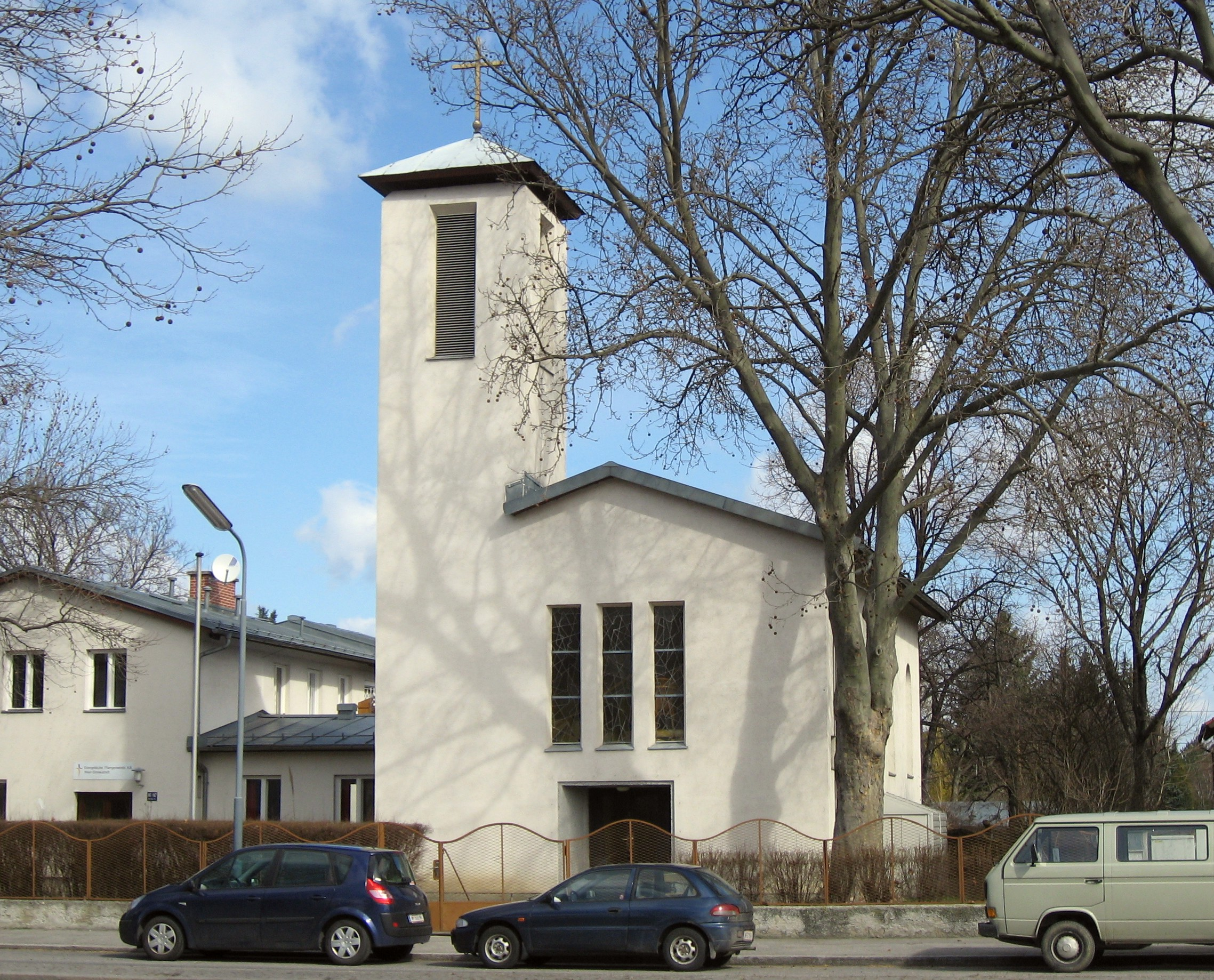
Bekenntniskirche

Die Bekenntniskirche ist ein evangelisch-lutherisches Kirchengebäude im 22. Wiener Gemeindebezirk Donaustadt. 

## Lage und Architektur
Die Bekenntniskirche befindet sich im Bezirksteil Hirschstetten. Sie ist ein Werk des Architekten Sepp Schuster und wurde 1955/1956 errichtet. Das schlichte, frei stehende Bauwerk im Stil der 1950er Jahre besitzt einen Kirchturm mit quadratischem Grundriss und einem flachen Pyramidendach. Ein Gemeindezentrum ist angeschlossen. Das Kirchengebäude steht unter Denkmalschutz (Listeneintrag). Die Bekenntniskirche ist eines von mehreren evangelischen Kirchengebäuden Sepp Schusters. Im 14. Wiener Gemeindebezirk Penzing realisierte er rund zehn Jahre später auch die Trinitatiskirche.

## Geschichte
Die in der Kirche beheimatete Pfarrgemeinde Donaustadt gehört zur Evangelischen Superintendentur A. B. Wien. Sie geht auf eine 1926 gegründete Predigtstation in Stadlau zurück, die von der Pfarrgemeinde Floridsdorf mit Sitz in der Evangelischen Pfarrkirche Floridsdorf betreut wurde. Diese Predigtstation wurde 1953 zur Tochtergemeinde Stadlau und schließlich 1955 zur eigenständigen Pfarrgemeinde Donaustadt. Der Grundstein zur Bekenntniskirche wurde am 10. Juli 1955 gelegt, am 18. November 1956 erfolgte die Einweihung der Kirche. 1986 wurde die Glocke (Ton: e´´) von der Glockengießerei Grassmayr gegossen.